# Yoshio Kimura (musicien)
Pour l’article homonyme, voir Yoshio Kimura (shogi).
 (août 2014).
Si vous disposez d'ouvrages ou d'articles de référence ou si vous connaissez des sites web de qualité traitant du thème abordé ici, merci de compléter l'article en donnant les références utiles à sa vérifiabilité et en les liant à la section « Notes et références ».
Yoshio Kimura (木村良夫, Kimura Yoshio), né en 1934 et décédé en 1996, est un compositeur et guitariste japonais, surnommé « l'homme aux doigts d'or » (黄金の指を持つ男, kogane no yubi wo motsu otoko).
Il est l'auteur de plusieurs chansons à succès pour des interprètes tels que Hiroshi Itsuki, Yoshimi Tendo, Yujiro Ishihara, Shinichi Mori ou encore Eisaku Ookawa.
Il meurt à l'âge de 62 ans d'une insuffisance hépatocellulaire.